# Wołodźki (przystanek kolejowy)
Wołodźki (biał. Валодзькі, ros. Володьки) – przystanek kolejowy w miejscowości Wołodźki, w rejonie dokszyckim, w obwodzie witebskim, na Białorusi. Położony jest na linii Połock - Mołodeczno.